# NGC 2438
NGC 2438 је планетарна маглина у сазвежђу Крма која се налази на NGC листи објеката дубоког неба.
Деклинација објекта је - 14° 44' 5" а ректасцензија 7h 41m 50,6s. Привидна величина (магнитуда) објекта NGC 2438 износи 10,8 а фотографска магнитуда 10,1. NGC 2438 је још познат и под ознакама PK 231+4.2, CS=17.7.